# 愛花的男人
《愛花的男人》是一部由史蒂芬·金於1977年所著的短篇小說，當時發佈在《Gallery》雜誌上，後來收錄在短篇小說集《有時候，他們會回來》內，作品改編電影的劇本已經完成，只是一直無人問津。

## 故事簡介
一個俊美的青年意氣風發的在賣花攤買了一束花，路邊的人見到都以為他要送給心愛的女孩。只是青年在路上送了給一個不認識的女孩，並叫她為諾瑪，女孩指自己不是諾瑪即用鐵鎚擊殺女孩。原來諾瑪已經死了十多年，青年仍沉醉於送花給一個已死多時的人。